# Conus leobrerai
Espèce
Statut de conservation UICN

 LC  : Préoccupation mineure
Conus leobrerai est une espèce de mollusques gastéropodes marins de la famille des Conidae.
Comme toutes les espèces du genre Conus, ces escargots sont prédateurs et venimeux. Ils sont capables de « piquer » les humains et doivent donc être manipulés avec précaution, voire pas du tout.

## Description
La taille de la coquille varie entre 25 mm et 35 mm.

## Distribution
Cette espèce marine est présente au large des Philippines et des îles Salomon.

### Niveau de risque d’extinction de l’espèce
Selon l'analyse de l'UICN réalisée en 2011 pour la définition du niveau de risque d'extinction, cette espèce est présente aux Philippines, principalement à Cebu, Negros et Bohol. Les anciens registres montrent que peu de spécimens ont été trouvés. Cependant, récemment (antérieurement à 2011), le chalutage a permis de remonter plusieurs spécimens dans la boue entre 180 et 250 m de profondeur. Il n'y a pas de menaces majeures connues pour cette espèce. L'UICN l'a inscrite dans la catégorie préoccupation mineure.

## Taxinomie

### Publication originale
L'espèce Conus leobrerai a été décrite pour la première fois en 1982 par lesles malacologistes António José da Motta (d) et dans « Publicações Ocasionais da Sociedade Portuguesa de Malacologia »,.

### Synonymes
- Conus (Phasmoconus) leobrerai da Motta & R. Martin, 1982 · appellation alternative
- Phasmoconus leobrerai (da Motta & R. Martin, 1982) · non accepté